# Dinamični aiki džudžicu
Dinamični aiki džudžicu je relativno mlad i jedinstven stil samoodbrane koji je zvanično priznat od strane American Federation of Jujitsu januara 2006. godine kada je ušao u punopravno članstvo. Stil je nastao kao rezultat 25-godišnjeg izučavanja drevne japanske veštine džudžicu i njenih najpoznatijih stilova. Cilj je vraćanje korenima što je imalo za cilj oživljavanje mnogobrojnih zaboravljenih tehnika, koje su se svojom evolucijom u masovno-sportske rekreativne sadržaje godinama izgubile. Drevne tehnike su se asimilovale sa modernim pravacima borenja i shvatanjima zapadnog čoveka.
Dinamični aiki džudžicu je veoma kompleksna veština jer se sastoji od više podstilova koji se mogu vežbati odvojeno. To su dinamički aiki(do)no džicu - samoodbrana, dinamički džudžicu - veština gde se uče elementi napada i realne borbe gde je dat akcenat na udarcima, kodokan džudžicu - stil koji je stvorio Jigoro Kano, a koji je vremenom prerastao u sport džudo.
Jošin rju džudžicu, koji je jedan od najstarijih stilova, ponovo je oživljen kroz dugogodišnje istraživanje zvaničnih ljudi AFJ, prevashodno sensei Džefri L. Mura. Zajedno sa dinamičkim aiki džudžicuom i veštinama sa oružjem: tanto džicu (nož), hanbo džicu (kratka palica) i veštinom vezivanja hojo džicu čine borbeni sistem pod nazivom dinamički bu džicu.

## Spoljašnje veze
- Dynamic Aiki Jujutsu Asocijacija Srbije
- Dynamic Aiki Jujutsu Blog Архивирано на веб-сајту  (13. април 2018)